# Giurgiulești
Koordinaten: 45° 29′ N, 28° 12′ O
Giurgiulești ist eine Gemeinde im Rajon Cahul in der Republik Moldau. Das Dorf hatte bei der Volkszählung 2004 2995 Einwohner und ist durch den gleichnamigen Hafen, den einzigen Donauhafen des Landes, bekannt.

## Geographische Lage

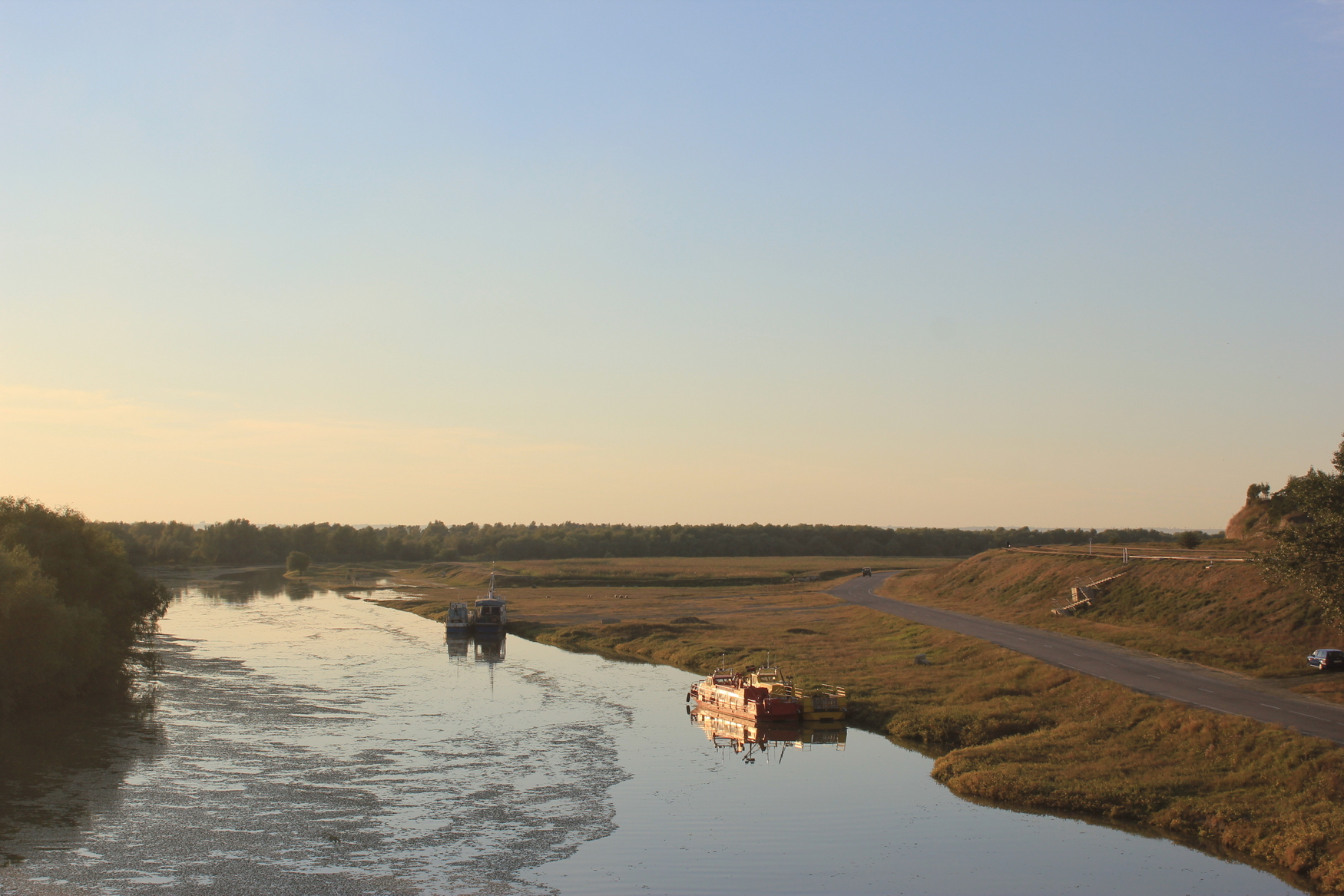
Der Fluss Pruth in Giurgiulești (Blick von der Grenzbrücke nach Rumänien)

Giurgiulești ist der südlichste Ort Moldaus und Grenzort zu Rumänien und zur Ukraine. Das Dorf liegt am Pruth, nahe der Mündung in die Donau, 40 Kilometer südlich von Cahul, der größten Stadt in der südlichen Moldau. Hier befindet sich auf einem schmalen Streifen von rund 600 Metern Breite zwischen beiden Nachbarländern der einzige Zugang Moldaus zur Donau.
Da es zwischen der Ukraine und Rumänien donauabwärts keine weiteren Straßenverbindungen gibt, müssen Reisende zwischen beiden Ländern in Giurgiulești auch die moldauische Grenzabfertigung passieren.

## Der Ort

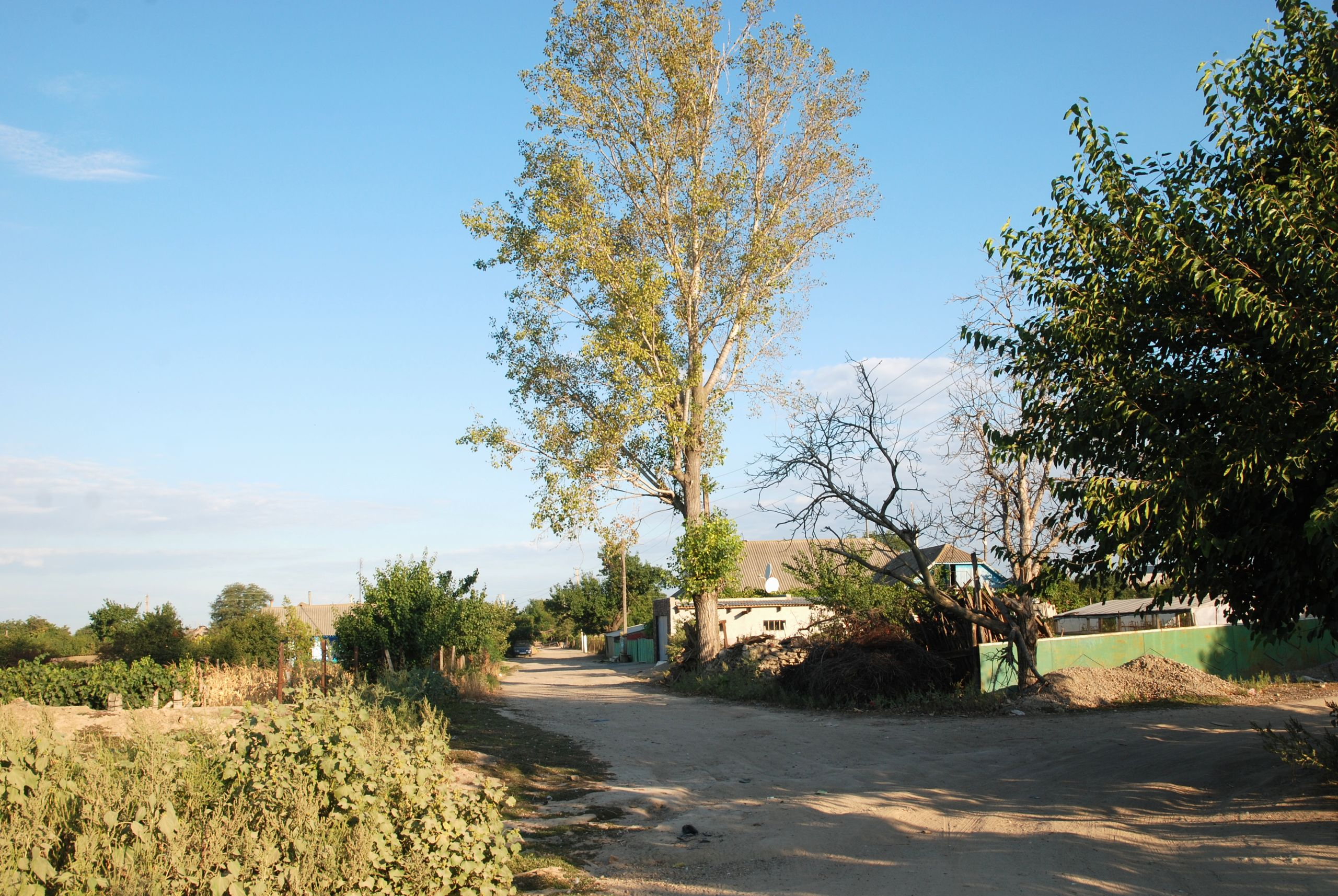
Südlicher Ortsrand. Die Nebenstraßen sind nicht asphaltiert.

Nach den Angaben der Volkszählung 2004 sind die große Mehrheit der Einwohner (2897) Moldauer. Hinzu kommen 39 Rumänen, jeweils 15 Ukrainer und Gagausen, zehn Russen, fünf Polen und andere.
Giurgiulești ist eine weitläufige landwirtschaftliche Siedlung, deren Gehöfte sich zwischen Hausgärten und kleinen Feldern an Straßen reihen, die ein ungefähr rechteckiges Gitter bilden. Ein erkennbares Ortszentrum fehlt. Etwa in der Mitte liegen an der Durchgangsstraße die Bushaltestelle und die Schule. 

## Infrastruktur

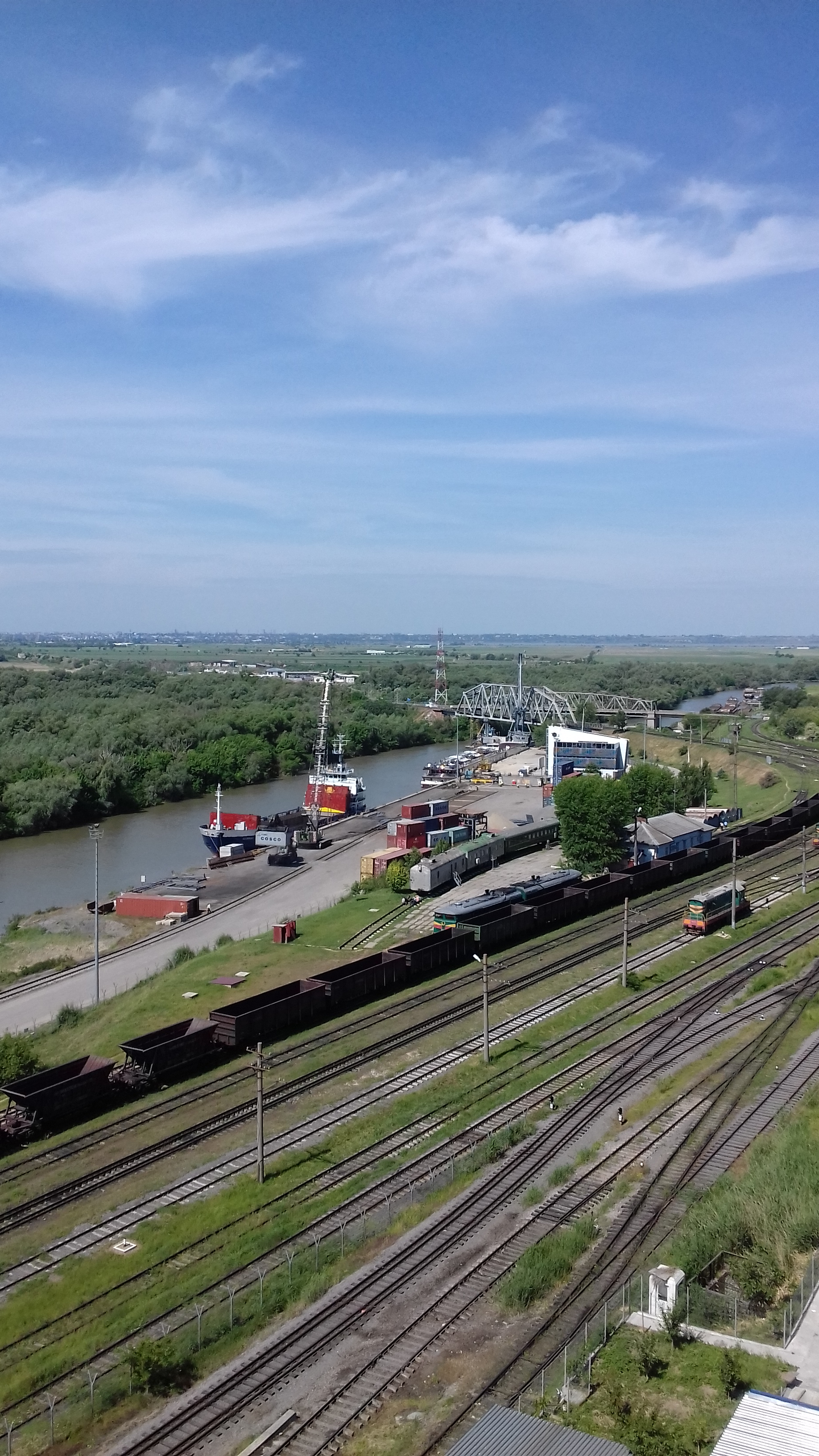
Hafen und Güterbahnhof

Am südlichen Ortsrand befindet sich der einzige Donauhafen Moldaus auf einem Gebiet, über dessen Erweiterung mit der ukrainischen Regierung verhandelt wird. Mit dem von 1995 bis 2006 gebauten Hafen sollte der Im- und Export von Waren, vorrangig die Einfuhr von Erdöl, erleichtert werden.
Seit dem russischen Angriffskrieg gegen die Ukraine ab 2022 gewann der Hafen zunehmend an Bedeutung als Exporthafen für ukrainisches Getreide.
Der Güterbahnhof auf dem Hafengelände liegt an der 1877 fertiggestellten Bahnlinie, die zwischen der rumänischen Stadt Galați und Basarabeasca entlang der ukrainischen Grenze und weiter nach Bender verläuft, und an der ab 2006 gebauten, etwa 50 Kilometer langen Bahnlinie von Giurgiulești nach Cahul, wo seit den 1970er Jahren ein Anschluss an das zur Hauptstadt Chișinău führende Schienennetz besteht.

## Geschichtliches
Am Ort wurde ein jungsteinzeitliches Häuptlingsgrab gefunden.